# Bernhard Schmidt

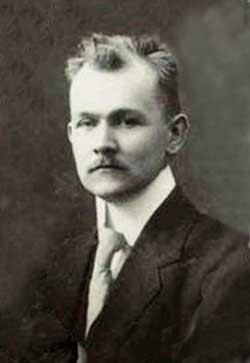
Bernhard Schmidt

Przykład systemu optycznego z użyciem zwierciadła sferycznego (u góry) oraz zwierciadła sferycznego w połączeniu z płytą korekcyjną wynalezioną przez Schmidta (na dole).

Bernhard Schmidt (ur. 30 marca 1879 na wyspie Naissaar, leżącej u wybrzeży Estonii, zm. 1 grudnia 1935 w Bergedorf) – optyk i astronom estońskiego pochodzenia, pracujący w latach 20. i 30. XX wieku w Hamburgu.

## Życiorys
W wieku jedenastu lat stracił prawą rękę. Potem zainteresował się naturą światła. Polerowanie soczewek było jego hobby. Kiedy dorósł, opuścił Wyspę kobiet (Nais Saar oznacza „Wyspa kobiet”). Na przełomie wieków osiadł w niemieckim mieście Mittweida, gdzie założył warsztat w opuszczonej kręgielni. Szlifował tam zwierciadła astronomom amatorom i żył z „groszy”, które otrzymywał za swoje usługi. W pierwszych latach powojennych praca Schmidta zwróciła uwagę profesjonalnych astronomów niemieckich, Profesor Richard Schorr, dyrektor Obserwatorium Astronomicznego w Hamburgu, zdołał nakłonić Schmidta do opuszczenia kręgielni i przeniesienia się do Oddziału Obserwatorium w Bergedorf pod Hamburgiem.
W 1929 został wydelegowany z astronomem Walterem Baade do sfotografowania zaćmienia Słońca nad Pacyfikiem. Jednak zaćmienie było częściowo przykryte chmurami, które uniemożliwiły przeprowadzenie zaplanowanych obserwacji.
W 1931 opracował nowy typ teleskopu, którego charakterystyczną cechą było zastosowanie wynalezionej przez Schmidta płyty korekcyjnej, służącej do skorygowania aberracji sferycznej.
Został pochowany na cmentarzu Neuer Friedhof w Bergedorf.